# L'Hiver de Frankie Machine
L'Hiver de Frankie Machine (titre original : The Winter of Frankie Machine) est un roman policier de Don Winslow publié en 2006 aux États-Unis puis traduit en français et publié en 2009.

## Résumé
Frank Machianno est un homme de soixante ans encore très actif : propriétaire d'un commerce de vente d'appâts pour pécheurs, d'une blanchisserie pour linges d'hôtels, vendeur de poissons pour restaurateurs et enfin agent immobilier spécialisé dans la location. Divorcé, père d'une fille de vingt ans, une maîtresse avec qui il vit depuis huit ans, sa vie, bien remplie, lui convient tout à fait. Mais son passé de tueur à gage dans la mafia de San Diego, quand il se faisait appeler Frankie Machine, surgit tout à coup quand il se retrouve pourchassé par son ancienne « famille » ainsi que par la police fédérale. Mais pourquoi diable veulent-ils tous le tuer ?

## Éditions
- The Winter of Frankie Machine, Alfred A. Knopf, 26 septembre 2006, 320 p.  (ISBN 1-4000-4498-7)
- L'Hiver de Frankie Machine, Le Masque, 7 janvier 2009, trad. Frank Reichert, 378 p.  (ISBN 978-2702433133)
- L'Hiver de Frankie Machine, Le Livre de poche, coll. « Policier » no 31922, 8 septembre 2010, trad. Frank Reichert, 512 p.  (ISBN 978-2253128496)